# Svenska folktypsutställningen
Svenska folktypsutställningen var en fotoutställning som 1919 visades i Stockholm, Uppsala, Gävle, Visby och Göteborg, i syfte att främja intresset för rasbiologi.
Den 8 mars 1919 invigdes den av Gaston Backman organiserade och på Konstakademien i Stockholm visade utställningen Svenska folktypsutställningen. Många välkända svenska fotografer medverkade, bland andra Borg Mesch, Henry B. Goodwin, Bengt Berg och John Hertzberg. Utställningen visades därefter under 1919 också på Gustavianum i Uppsala, den 3–19 april på Stadshuset i Gävle, på Visby högre allmänna läroverk i Visby och på Börsen i Göteborg. 
Herman Lundborg och bland andra Arvid Odencrantz hade samlat material till utställningen under 1918 från bland annat svenska föreningar som den kulturhistoriska föreningen Urd, Uppsalas fotografiska förening och Norrländska studenters hembygdsförening.
Många prominenta personer som Anders Zorn, Ellen Key, Carl Swartz, Gustaf Retzius, Sven Hedin, Verner von Heidenstam, Eric von Rosen och Erik Mjöberg stödde anordnandet av utställningen.
Fotoutställningen och parallellt organiserade seminarier fick stor uppmärksamhet och blev en publiksuccé. I Stockholm hölls i samband med utställningen en serie föreläsningar på Musikaliska akademien av Herman Lundborg och andra. Utställningen låg bland annat till grund för en motion i riksdagen i januari 1920 av bland andra Alfred Petrén, Mauritz Hellberg och  Knut Tengdahl,  vilken bidrog till grundandet 1922 av Statens institut för rasbiologi i Uppsala under Herman Lundborgs ledning.
Bilderna från utställningen publicerades 1919 i en serie av sju häften av Herman Lundborg under namnet Svenska folktyper: bildgalleri, ordnat efter rasbiologiska principer och försett med en orienterande översikt.
På utställningen visades också ett antal byster. Några fanns i första salen, och ansågs vara mer av konstnärlig typ. Där fanns bland annat en porträttbyst över Johan Turi av Christian Eriksson. I andra salen fanns en andra del i form av gipsavgjutningar som gjorts av Gaston Backman, i första hand av patienter på Säters sjukhus, och vilka senare efter folktypsutställningen fanns att se på Etnografiska museets företrädares etnografiska utställning på Wallingatan 2 i Stockholm.